# Лиственничный (приток Ниаю)
Лиственничный (устар. Лиственичная) — ручей в России, протекает по Ижемскому району Республики Коми. Устье ручья находится в 47 км по правому берегу реки Ниаю. Длина ручья составляет 7 км. В середине XX века считался рекой-притоком Ижмы.

## Данные водного реестра
По данным государственного водного реестра России относится к Двинско-Печорскому бассейновому округу, водохозяйственный участок реки — Печора от впадения реки Уса до водомерного поста Усть-Цильма, речной подбассейн реки — бассейны притоков Печоры ниже впадения Усы. Речной бассейн реки — Печора.
Код объекта в государственном водном реестре — 03050300112103000078046 (общий с Ниаю).